# Jim Crow (film)
Pour les articles homonymes, voir Jim Crow.
Pour plus de détails, voir Fiche technique et Distribution.
Jim Crow est un film muet français réalisé par Robert Péguy, sorti en 1910.

## Fiche technique
- Réalisation et scénario : Robert Péguy
- Société de production : Lux Compagnie cinématographique de France
- Pays : France
- Format : Muet - Noir et blanc - 1,33:1 - 35 mm
- Métrage : 281 m
- Genre : Western
- Date de sortie : France : 1910

## Distribution
- Charles Vanel
- Joë Hamman
- Gaston Modot